# 1960年のワールドシリーズ
1960年の野球において、メジャーリーグベースボール（MLB）優勝決定戦の第57回ワールドシリーズ（英語: 57th World Series）は、10月5日から13日にかけて計7試合が開催された。その結果、ピッツバーグ・パイレーツ（ナショナルリーグ）がニューヨーク・ヤンキース（アメリカンリーグ）を4勝3敗で下し、35年ぶり3回目の優勝を果たした。
両チームの対戦は、1927年以来33年ぶり2回目。7試合を通して、得点はヤンキースの55得点に対しパイレーツは27得点、打率はヤンキースの.338に対してパイレーツは.256、本塁打はヤンキースの10本に対してパイレーツは4本、といずれもヤンキースが圧倒していた。しかしパイレーツは、敗れるときは10点以上の大差をつけられる一方で3点差以内の接戦はものにして、3勝3敗でシリーズの行方を最終第7戦までもつれ込ませると、その第7戦にはビル・マゼロスキーのサヨナラ本塁打で勝利して優勝を決めた。ワールドシリーズでのサヨナラ本塁打は3年ぶり4度目で、サヨナラ本塁打による優勝決定は史上初、最終第7戦に限れば2025年現在も史上唯一である。
シリーズMVPには、第3戦でシリーズ史上最多の1試合6打点を挙げるなど、7試合で打率.367・1本塁打・12打点・OPS 1.054という成績を残したヤンキースのボビー・リチャードソンが選出された。2025年現在、シリーズ敗退チームからのMVP選出もまた、今回が史上唯一である。

## 試合結果
1960年のワールドシリーズは10月5日に開幕し、途中に移動日を挟んで9日間で7試合が行われた。日程・結果は以下の通り。
| 日付                                                     | 試合  | ビジター球団（先攻）     | スコア | ホーム球団（後攻）       | 開催球場               | 開催球場                                         |
| -------------------------------------------------------- | ----- | ------------------------ | ------ | ------------------------ | ---------------------- | ------------------------------------------------ |
| 10月05日（水）                                           | 第1戦 | ニューヨーク・ヤンキース | 4－6   | ピッツバーグ・パイレーツ | フォーブス・フィールド | フォーブス・ · フィールドヤンキー・ · スタジアム |
| 10月06日（木）                                           | 第2戦 | ニューヨーク・ヤンキース | 16－3  | ピッツバーグ・パイレーツ | フォーブス・フィールド | フォーブス・ · フィールドヤンキー・ · スタジアム |
| 10月07日（金）                                           |       | 移動日                   | 移動日 | 移動日                   |                        | フォーブス・ · フィールドヤンキー・ · スタジアム |
| 10月08日（土）                                           | 第3戦 | ピッツバーグ・パイレーツ | 0－10  | ニューヨーク・ヤンキース | ヤンキー・スタジアム   | フォーブス・ · フィールドヤンキー・ · スタジアム |
| 10月09日（日）                                           | 第4戦 | ピッツバーグ・パイレーツ | 3－2   | ニューヨーク・ヤンキース | ヤンキー・スタジアム   | フォーブス・ · フィールドヤンキー・ · スタジアム |
| 10月10日（月）                                           | 第5戦 | ピッツバーグ・パイレーツ | 5－2   | ニューヨーク・ヤンキース | ヤンキー・スタジアム   | フォーブス・ · フィールドヤンキー・ · スタジアム |
| 10月11日（火）                                           |       | 移動日                   | 移動日 | 移動日                   |                        | フォーブス・ · フィールドヤンキー・ · スタジアム |
| 10月12日（水）                                           | 第6戦 | ニューヨーク・ヤンキース | 12－0  | ピッツバーグ・パイレーツ | フォーブス・フィールド | フォーブス・ · フィールドヤンキー・ · スタジアム |
| 10月13日（木）                                           | 第7戦 | ニューヨーク・ヤンキース | 9－10x | ピッツバーグ・パイレーツ | フォーブス・フィールド | フォーブス・ · フィールドヤンキー・ · スタジアム |
| 優勝：ピッツバーグ・パイレーツ（4勝3敗 / 35年ぶり3度目） |       |                          |        |                          |                        | フォーブス・ · フィールドヤンキー・ · スタジアム |

### 第1戦 10月5日
- フォーブス・フィールド（ペンシルベニア州ピッツバーグ）

|                          | 1 | 2 | 3 | 4 | 5 | 6 | 7 | 8 | 9 | R | H  | E |
| ------------------------ | - | - | - | - | - | - | - | - | - | - | -- | - |
| ニューヨーク・ヤンキース | 1 | 0 | 0 | 1 | 0 | 0 | 0 | 0 | 2 | 4 | 13 | 2 |
| ピッツバーグ・パイレーツ | 3 | 0 | 0 | 2 | 0 | 1 | 0 | 0 | X | 6 | 8  | 0 |

1. 勝利：バーノン・ロー（1勝）
2. セーブ：ロイ・フェイス（1S）[注 3]
3. 敗戦：アート・ディトマー（1敗）
4. 本塁打
NYY：ロジャー・マリス1号ソロ、エルストン・ハワード1号2ラン
PIT：ビル・マゼロスキー1号2ラン
5. 審判
［球審］ダスティ・ボーゲス（NL）
［塁審］一塁: ジョニー・スティーブンス（AL）、二塁: ビル・ジャッコウスキー（NL）、三塁: ネスター・チャイラク（AL）
［外審］左翼: スタン・ランズ（NL）、右翼: ジム・ホノチック（AL）
6. 試合時間: 2時間29分  観客: 3万6676人
詳細: MLB.com Gameday / Baseball-Reference.com

| ニューヨーク・ヤンキース | ニューヨーク・ヤンキース | ニューヨーク・ヤンキース | ニューヨーク・ヤンキース | ニューヨーク・ヤンキース                                                                                | ピッツバーグ・パイレーツ | ピッツバーグ・パイレーツ | ピッツバーグ・パイレーツ | ピッツバーグ・パイレーツ | ピッツバーグ・パイレーツ                                                                                     |
| ------------------------ | ------------------------ | ------------------------ | ------------------------ | --- | ------------------------ | ------------------------ | ------------------------ | ------------------------ | --- |
| 打順                     | 守備                     | 選手                     | 打席                     | A・ディトマーY・ベラB・スコウロンB・リチャードソンC・ボイヤーT・クーベックH・ロペスM・マントルR・マリス | 打順                     | 守備                     | 選手                     | 打席                     | V・ローS・バージェスD・スチュ · アートB・マゼロスキーD・ホークD・グロートB・スキナーB・バードンR・クレメンテ |
| 1                        | 遊                       | T・クーベック            | 左                       | A・ディトマーY・ベラB・スコウロンB・リチャードソンC・ボイヤーT・クーベックH・ロペスM・マントルR・マリス | 1                        | 中                       | B・バードン              | 左                       | V・ローS・バージェスD・スチュ · アートB・マゼロスキーD・ホークD・グロートB・スキナーB・バードンR・クレメンテ |
| 2                        | 左                       | H・ロペス                | 右                       | A・ディトマーY・ベラB・スコウロンB・リチャードソンC・ボイヤーT・クーベックH・ロペスM・マントルR・マリス | 2                        | 遊                       | D・グロート              | 右                       | V・ローS・バージェスD・スチュ · アートB・マゼロスキーD・ホークD・グロートB・スキナーB・バードンR・クレメンテ |
| 3                        | 右                       | R・マリス                | 左                       | A・ディトマーY・ベラB・スコウロンB・リチャードソンC・ボイヤーT・クーベックH・ロペスM・マントルR・マリス | 3                        | 左                       | B・スキナー              | 左                       | V・ローS・バージェスD・スチュ · アートB・マゼロスキーD・ホークD・グロートB・スキナーB・バードンR・クレメンテ |
| 4                        | 中                       | M・マントル              | 両                       | A・ディトマーY・ベラB・スコウロンB・リチャードソンC・ボイヤーT・クーベックH・ロペスM・マントルR・マリス | 4                        | 一                       | D・スチュアート          | 右                       | V・ローS・バージェスD・スチュ · アートB・マゼロスキーD・ホークD・グロートB・スキナーB・バードンR・クレメンテ |
| 5                        | 捕                       | Y・ベラ                  | 左                       | A・ディトマーY・ベラB・スコウロンB・リチャードソンC・ボイヤーT・クーベックH・ロペスM・マントルR・マリス | 5                        | 右                       | R・クレメンテ            | 右                       | V・ローS・バージェスD・スチュ · アートB・マゼロスキーD・ホークD・グロートB・スキナーB・バードンR・クレメンテ |
| 6                        | 一                       | B・スコウロン            | 右                       | A・ディトマーY・ベラB・スコウロンB・リチャードソンC・ボイヤーT・クーベックH・ロペスM・マントルR・マリス | 6                        | 捕                       | S・バージェス            | 左                       | V・ローS・バージェスD・スチュ · アートB・マゼロスキーD・ホークD・グロートB・スキナーB・バードンR・クレメンテ |
| 7                        | 三                       | C・ボイヤー              | 右                       | A・ディトマーY・ベラB・スコウロンB・リチャードソンC・ボイヤーT・クーベックH・ロペスM・マントルR・マリス | 7                        | 三                       | D・ホーク                | 右                       | V・ローS・バージェスD・スチュ · アートB・マゼロスキーD・ホークD・グロートB・スキナーB・バードンR・クレメンテ |
| 8                        | 二                       | B・リチャードソン        | 右                       | A・ディトマーY・ベラB・スコウロンB・リチャードソンC・ボイヤーT・クーベックH・ロペスM・マントルR・マリス | 8                        | 二                       | B・マゼロスキー          | 右                       | V・ローS・バージェスD・スチュ · アートB・マゼロスキーD・ホークD・グロートB・スキナーB・バードンR・クレメンテ |
| 9                        | 投                       | A・ディトマー            | 右                       | A・ディトマーY・ベラB・スコウロンB・リチャードソンC・ボイヤーT・クーベックH・ロペスM・マントルR・マリス | 9                        | 投                       | V・ロー                  | 右                       | V・ローS・バージェスD・スチュ · アートB・マゼロスキーD・ホークD・グロートB・スキナーB・バードンR・クレメンテ |
| 先発投手                 | 先発投手                 | 先発投手                 | 投球                     | A・ディトマーY・ベラB・スコウロンB・リチャードソンC・ボイヤーT・クーベックH・ロペスM・マントルR・マリス | 先発投手                 | 先発投手                 | 先発投手                 | 投球                     | V・ローS・バージェスD・スチュ · アートB・マゼロスキーD・ホークD・グロートB・スキナーB・バードンR・クレメンテ |
| A・ディトマー            | A・ディトマー            | A・ディトマー            | 右                       | A・ディトマーY・ベラB・スコウロンB・リチャードソンC・ボイヤーT・クーベックH・ロペスM・マントルR・マリス | V・ロー                  | V・ロー                  | V・ロー                  | 右                       | V・ローS・バージェスD・スチュ · アートB・マゼロスキーD・ホークD・グロートB・スキナーB・バードンR・クレメンテ |

### 第2戦 10月6日
- フォーブス・フィールド（ペンシルベニア州ピッツバーグ）

|                          | 1 | 2 | 3 | 4 | 5 | 6 | 7 | 8 | 9 | R  | H  | E |
| ------------------------ | - | - | - | - | - | - | - | - | - | -- | -- | - |
| ニューヨーク・ヤンキース | 0 | 0 | 2 | 1 | 2 | 7 | 3 | 0 | 1 | 16 | 19 | 1 |
| ピッツバーグ・パイレーツ | 0 | 0 | 0 | 1 | 0 | 0 | 0 | 0 | 2 | 3  | 13 | 1 |

1. 勝利：ボブ・ターリー（1勝）
2. セーブ：ボビー・シャンツ（1S）[注 3]
3. 敗戦：ボブ・フレンド（1敗）
4. 本塁打
NYY：ミッキー・マントル1号2ラン・2号3ラン
5. 審判
［球審］ジョニー・スティーブンス（AL）
［塁審］一塁: ビル・ジャッコウスキー（NL）、二塁: ネスター・チャイラク（AL）、三塁: ダスティ・ボーゲス（NL）
［外審］左翼: スタン・ランズ（NL）、右翼: ジム・ホノチック（AL）
6. 試合時間: 3時間14分  観客: 3万7308人
詳細: MLB.com Gameday / Baseball-Reference.com

| ニューヨーク・ヤンキース | ニューヨーク・ヤンキース | ニューヨーク・ヤンキース | ニューヨーク・ヤンキース | ニューヨーク・ヤンキース                                                                                         | ピッツバーグ・パイレーツ | ピッツバーグ・パイレーツ | ピッツバーグ・パイレーツ | ピッツバーグ・パイレーツ | ピッツバーグ・パイレーツ                                                                                |
| ------------------------ | ------------------------ | ------------------------ | ------------------------ | --- | ------------------------ | ------------------------ | ------------------------ | ------------------------ | --- |
| 打順                     | 守備                     | 選手                     | 打席                     | B・ターリーE・ハワードB・スコウロンB・リチャードソンG・マクドゥ · ガルドT・クーベックY・ベラM・マントルR・マリス | 打順                     | 守備                     | 選手                     | 打席                     | B・フレンドS・バージェスR・ネルソンB・マゼロスキーD・ホークD・グロートG・シモリB・バードンR・クレメンテ |
| 1                        | 遊                       | T・クーベック            | 左                       | B・ターリーE・ハワードB・スコウロンB・リチャードソンG・マクドゥ · ガルドT・クーベックY・ベラM・マントルR・マリス | 1                        | 中                       | B・バードン              | 左                       | B・フレンドS・バージェスR・ネルソンB・マゼロスキーD・ホークD・グロートG・シモリB・バードンR・クレメンテ |
| 2                        | 三                       | G・マクドゥガルド        | 右                       | B・ターリーE・ハワードB・スコウロンB・リチャードソンG・マクドゥ · ガルドT・クーベックY・ベラM・マントルR・マリス | 2                        | 遊                       | D・グロート              | 右                       | B・フレンドS・バージェスR・ネルソンB・マゼロスキーD・ホークD・グロートG・シモリB・バードンR・クレメンテ |
| 3                        | 右                       | R・マリス                | 左                       | B・ターリーE・ハワードB・スコウロンB・リチャードソンG・マクドゥ · ガルドT・クーベックY・ベラM・マントルR・マリス | 3                        | 右                       | R・クレメンテ            | 右                       | B・フレンドS・バージェスR・ネルソンB・マゼロスキーD・ホークD・グロートG・シモリB・バードンR・クレメンテ |
| 4                        | 中                       | M・マントル              | 両                       | B・ターリーE・ハワードB・スコウロンB・リチャードソンG・マクドゥ · ガルドT・クーベックY・ベラM・マントルR・マリス | 4                        | 一                       | R・ネルソン              | 左                       | B・フレンドS・バージェスR・ネルソンB・マゼロスキーD・ホークD・グロートG・シモリB・バードンR・クレメンテ |
| 5                        | 左                       | Y・ベラ                  | 左                       | B・ターリーE・ハワードB・スコウロンB・リチャードソンG・マクドゥ · ガルドT・クーベックY・ベラM・マントルR・マリス | 5                        | 左                       | G・シモリ                | 右                       | B・フレンドS・バージェスR・ネルソンB・マゼロスキーD・ホークD・グロートG・シモリB・バードンR・クレメンテ |
| 6                        | 一                       | B・スコウロン            | 右                       | B・ターリーE・ハワードB・スコウロンB・リチャードソンG・マクドゥ · ガルドT・クーベックY・ベラM・マントルR・マリス | 6                        | 捕                       | S・バージェス            | 左                       | B・フレンドS・バージェスR・ネルソンB・マゼロスキーD・ホークD・グロートG・シモリB・バードンR・クレメンテ |
| 7                        | 捕                       | E・ハワード              | 右                       | B・ターリーE・ハワードB・スコウロンB・リチャードソンG・マクドゥ · ガルドT・クーベックY・ベラM・マントルR・マリス | 7                        | 三                       | D・ホーク                | 右                       | B・フレンドS・バージェスR・ネルソンB・マゼロスキーD・ホークD・グロートG・シモリB・バードンR・クレメンテ |
| 8                        | 二                       | B・リチャードソン        | 右                       | B・ターリーE・ハワードB・スコウロンB・リチャードソンG・マクドゥ · ガルドT・クーベックY・ベラM・マントルR・マリス | 8                        | 二                       | B・マゼロスキー          | 右                       | B・フレンドS・バージェスR・ネルソンB・マゼロスキーD・ホークD・グロートG・シモリB・バードンR・クレメンテ |
| 9                        | 投                       | B・ターリー              | 右                       | B・ターリーE・ハワードB・スコウロンB・リチャードソンG・マクドゥ · ガルドT・クーベックY・ベラM・マントルR・マリス | 9                        | 投                       | B・フレンド              | 右                       | B・フレンドS・バージェスR・ネルソンB・マゼロスキーD・ホークD・グロートG・シモリB・バードンR・クレメンテ |
| 先発投手                 | 先発投手                 | 先発投手                 | 投球                     | B・ターリーE・ハワードB・スコウロンB・リチャードソンG・マクドゥ · ガルドT・クーベックY・ベラM・マントルR・マリス | 先発投手                 | 先発投手                 | 先発投手                 | 投球                     | B・フレンドS・バージェスR・ネルソンB・マゼロスキーD・ホークD・グロートG・シモリB・バードンR・クレメンテ |
| B・ターリー              | B・ターリー              | B・ターリー              | 右                       | B・ターリーE・ハワードB・スコウロンB・リチャードソンG・マクドゥ · ガルドT・クーベックY・ベラM・マントルR・マリス | B・フレンド              | B・フレンド              | B・フレンド              | 右                       | B・フレンドS・バージェスR・ネルソンB・マゼロスキーD・ホークD・グロートG・シモリB・バードンR・クレメンテ |

### 第3戦 10月8日
- ヤンキー・スタジアム（ニューヨーク州ニューヨーク市ブロンクス区）

|                          | 1 | 2 | 3 | 4 | 5 | 6 | 7 | 8 | 9 | R  | H  | E |
| ------------------------ | - | - | - | - | - | - | - | - | - | -- | -- | - |
| ピッツバーグ・パイレーツ | 0 | 0 | 0 | 0 | 0 | 0 | 0 | 0 | 0 | 0  | 4  | 0 |
| ニューヨーク・ヤンキース | 6 | 0 | 0 | 4 | 0 | 0 | 0 | 0 | X | 10 | 16 | 1 |

1. 勝利：ホワイティー・フォード（1勝）
2. 敗戦：ウィルマー・ミゼル（1敗）
3. 本塁打
NYY：ボビー・リチャードソン1号満塁、ミッキー・マントル3号2ラン
4. 審判
［球審］ビル・ジャッコウスキー（NL）
［塁審］一塁: ネスター・チャイラク（AL）、二塁: ダスティ・ボーゲス（NL）、三塁: ジョニー・スティーブンス（AL）
［外審］左翼: ジム・ホノチック（AL）、右翼: スタン・ランズ（NL）
5. 試合時間: 2時間41分  観客: 7万0001人
詳細: MLB.com Gameday / Baseball-Reference.com

| ピッツバーグ・パイレーツ | ピッツバーグ・パイレーツ | ピッツバーグ・パイレーツ | ピッツバーグ・パイレーツ | ピッツバーグ・パイレーツ                                                                                 | ニューヨーク・ヤンキース | ニューヨーク・ヤンキース | ニューヨーク・ヤンキース | ニューヨーク・ヤンキース | ニューヨーク・ヤンキース                                                                                           |
| ------------------------ | ------------------------ | ------------------------ | ------------------------ | --- | ------------------------ | ------------------------ | ------------------------ | ------------------------ | --- |
| 打順                     | 守備                     | 選手                     | 打席                     | W・ミゼルH・スミスD・スチュ · アートB・マゼロスキーD・ホークD・グロートG・シモリB・バードンR・クレメンテ | 打順                     | 守備                     | 選手                     | 打席                     | W・フォードE・ハワードB・スコウロンB・リチャードソンG・マクドゥ · ガルドT・クーベックB・サーブM・マントルR・マリス |
| 1                        | 中                       | B・バードン              | 左                       | W・ミゼルH・スミスD・スチュ · アートB・マゼロスキーD・ホークD・グロートG・シモリB・バードンR・クレメンテ | 1                        | 左                       | B・サーブ                | 右                       | W・フォードE・ハワードB・スコウロンB・リチャードソンG・マクドゥ · ガルドT・クーベックB・サーブM・マントルR・マリス |
| 2                        | 遊                       | D・グロート              | 右                       | W・ミゼルH・スミスD・スチュ · アートB・マゼロスキーD・ホークD・グロートG・シモリB・バードンR・クレメンテ | 2                        | 右                       | R・マリス                | 左                       | W・フォードE・ハワードB・スコウロンB・リチャードソンG・マクドゥ · ガルドT・クーベックB・サーブM・マントルR・マリス |
| 3                        | 右                       | R・クレメンテ            | 右                       | W・ミゼルH・スミスD・スチュ · アートB・マゼロスキーD・ホークD・グロートG・シモリB・バードンR・クレメンテ | 3                        | 中                       | M・マントル              | 両                       | W・フォードE・ハワードB・スコウロンB・リチャードソンG・マクドゥ · ガルドT・クーベックB・サーブM・マントルR・マリス |
| 4                        | 一                       | D・スチュアート          | 右                       | W・ミゼルH・スミスD・スチュ · アートB・マゼロスキーD・ホークD・グロートG・シモリB・バードンR・クレメンテ | 4                        | 一                       | B・スコウロン            | 右                       | W・フォードE・ハワードB・スコウロンB・リチャードソンG・マクドゥ · ガルドT・クーベックB・サーブM・マントルR・マリス |
| 5                        | 左                       | G・シモリ                | 右                       | W・ミゼルH・スミスD・スチュ · アートB・マゼロスキーD・ホークD・グロートG・シモリB・バードンR・クレメンテ | 5                        | 三                       | G・マクドゥガルド        | 右                       | W・フォードE・ハワードB・スコウロンB・リチャードソンG・マクドゥ · ガルドT・クーベックB・サーブM・マントルR・マリス |
| 6                        | 捕                       | H・スミス                | 右                       | W・ミゼルH・スミスD・スチュ · アートB・マゼロスキーD・ホークD・グロートG・シモリB・バードンR・クレメンテ | 6                        | 捕                       | E・ハワード              | 右                       | W・フォードE・ハワードB・スコウロンB・リチャードソンG・マクドゥ · ガルドT・クーベックB・サーブM・マントルR・マリス |
| 7                        | 三                       | D・ホーク                | 右                       | W・ミゼルH・スミスD・スチュ · アートB・マゼロスキーD・ホークD・グロートG・シモリB・バードンR・クレメンテ | 7                        | 二                       | B・リチャードソン        | 右                       | W・フォードE・ハワードB・スコウロンB・リチャードソンG・マクドゥ · ガルドT・クーベックB・サーブM・マントルR・マリス |
| 8                        | 二                       | B・マゼロスキー          | 右                       | W・ミゼルH・スミスD・スチュ · アートB・マゼロスキーD・ホークD・グロートG・シモリB・バードンR・クレメンテ | 8                        | 遊                       | T・クーベック            | 左                       | W・フォードE・ハワードB・スコウロンB・リチャードソンG・マクドゥ · ガルドT・クーベックB・サーブM・マントルR・マリス |
| 9                        | 投                       | W・ミゼル                | 右                       | W・ミゼルH・スミスD・スチュ · アートB・マゼロスキーD・ホークD・グロートG・シモリB・バードンR・クレメンテ | 9                        | 投                       | W・フォード              | 左                       | W・フォードE・ハワードB・スコウロンB・リチャードソンG・マクドゥ · ガルドT・クーベックB・サーブM・マントルR・マリス |
| 先発投手                 | 先発投手                 | 先発投手                 | 投球                     | W・ミゼルH・スミスD・スチュ · アートB・マゼロスキーD・ホークD・グロートG・シモリB・バードンR・クレメンテ | 先発投手                 | 先発投手                 | 先発投手                 | 投球                     | W・フォードE・ハワードB・スコウロンB・リチャードソンG・マクドゥ · ガルドT・クーベックB・サーブM・マントルR・マリス |
| W・ミゼル                | W・ミゼル                | W・ミゼル                | 左                       | W・ミゼルH・スミスD・スチュ · アートB・マゼロスキーD・ホークD・グロートG・シモリB・バードンR・クレメンテ | W・フォード              | W・フォード              | W・フォード              | 左                       | W・フォードE・ハワードB・スコウロンB・リチャードソンG・マクドゥ · ガルドT・クーベックB・サーブM・マントルR・マリス |

### 第4戦 10月9日
- ヤンキー・スタジアム（ニューヨーク州ニューヨーク市ブロンクス区）

|                          | 1 | 2 | 3 | 4 | 5 | 6 | 7 | 8 | 9 | R | H | E |
| ------------------------ | - | - | - | - | - | - | - | - | - | - | - | - |
| ピッツバーグ・パイレーツ | 0 | 0 | 0 | 0 | 3 | 0 | 0 | 0 | 0 | 3 | 7 | 0 |
| ニューヨーク・ヤンキース | 0 | 0 | 0 | 1 | 0 | 0 | 1 | 0 | 0 | 2 | 8 | 0 |

1. 勝利：バーノン・ロー（2勝）
2. セーブ：ロイ・フェイス（2S）[注 3]
3. 敗戦：ラルフ・テリー（1敗）
4. 本塁打
NYY：ビル・スコウロン1号ソロ
5. 審判
［球審］ネスター・チャイラク（AL）
［塁審］一塁: ダスティ・ボーゲス（NL）、二塁: ジョニー・スティーブンス（AL）、三塁: ビル・ジャッコウスキー（NL）
［外審］左翼: スタン・ランズ（NL）、右翼: ジム・ホノチック（AL）
6. 試合時間: 2時間29分  観客: 6万7812人
詳細: MLB.com Gameday / Baseball-Reference.com

| ピッツバーグ・パイレーツ | ピッツバーグ・パイレーツ | ピッツバーグ・パイレーツ | ピッツバーグ・パイレーツ | ピッツバーグ・パイレーツ                                                                                   | ニューヨーク・ヤンキース | ニューヨーク・ヤンキース | ニューヨーク・ヤンキース | ニューヨーク・ヤンキース | ニューヨーク・ヤンキース                                                                                     |
| ------------------------ | ------------------------ | ------------------------ | ------------------------ | --- | ------------------------ | ------------------------ | ------------------------ | ------------------------ | --- |
| 打順                     | 守備                     | 選手                     | 打席                     | V・ローS・バージェスD・スチュ · アートB・マゼロスキーD・ホークD・グロートG・シモリB・バードンR・クレメンテ | 打順                     | 守備                     | 選手                     | 打席                     | R・テリーY・ベラB・スコウロンB・リチャードソンG・マクドゥ · ガルドT・クーベックB・サーブM・マントルR・マリス |
| 1                        | 中                       | B・バードン              | 左                       | V・ローS・バージェスD・スチュ · アートB・マゼロスキーD・ホークD・グロートG・シモリB・バードンR・クレメンテ | 1                        | 左                       | B・サーブ                | 右                       | R・テリーY・ベラB・スコウロンB・リチャードソンG・マクドゥ · ガルドT・クーベックB・サーブM・マントルR・マリス |
| 2                        | 遊                       | D・グロート              | 右                       | V・ローS・バージェスD・スチュ · アートB・マゼロスキーD・ホークD・グロートG・シモリB・バードンR・クレメンテ | 2                        | 遊                       | T・クーベック            | 左                       | R・テリーY・ベラB・スコウロンB・リチャードソンG・マクドゥ · ガルドT・クーベックB・サーブM・マントルR・マリス |
| 3                        | 右                       | R・クレメンテ            | 右                       | V・ローS・バージェスD・スチュ · アートB・マゼロスキーD・ホークD・グロートG・シモリB・バードンR・クレメンテ | 3                        | 右                       | R・マリス                | 左                       | R・テリーY・ベラB・スコウロンB・リチャードソンG・マクドゥ · ガルドT・クーベックB・サーブM・マントルR・マリス |
| 4                        | 一                       | D・スチュアート          | 右                       | V・ローS・バージェスD・スチュ · アートB・マゼロスキーD・ホークD・グロートG・シモリB・バードンR・クレメンテ | 4                        | 中                       | M・マントル              | 両                       | R・テリーY・ベラB・スコウロンB・リチャードソンG・マクドゥ · ガルドT・クーベックB・サーブM・マントルR・マリス |
| 5                        | 左                       | G・シモリ                | 右                       | V・ローS・バージェスD・スチュ · アートB・マゼロスキーD・ホークD・グロートG・シモリB・バードンR・クレメンテ | 5                        | 捕                       | Y・ベラ                  | 左                       | R・テリーY・ベラB・スコウロンB・リチャードソンG・マクドゥ · ガルドT・クーベックB・サーブM・マントルR・マリス |
| 6                        | 捕                       | S・バージェス            | 左                       | V・ローS・バージェスD・スチュ · アートB・マゼロスキーD・ホークD・グロートG・シモリB・バードンR・クレメンテ | 6                        | 一                       | B・スコウロン            | 右                       | R・テリーY・ベラB・スコウロンB・リチャードソンG・マクドゥ · ガルドT・クーベックB・サーブM・マントルR・マリス |
| 7                        | 三                       | D・ホーク                | 右                       | V・ローS・バージェスD・スチュ · アートB・マゼロスキーD・ホークD・グロートG・シモリB・バードンR・クレメンテ | 7                        | 三                       | G・マクドゥガルド        | 右                       | R・テリーY・ベラB・スコウロンB・リチャードソンG・マクドゥ · ガルドT・クーベックB・サーブM・マントルR・マリス |
| 8                        | 二                       | B・マゼロスキー          | 右                       | V・ローS・バージェスD・スチュ · アートB・マゼロスキーD・ホークD・グロートG・シモリB・バードンR・クレメンテ | 8                        | 二                       | B・リチャードソン        | 右                       | R・テリーY・ベラB・スコウロンB・リチャードソンG・マクドゥ · ガルドT・クーベックB・サーブM・マントルR・マリス |
| 9                        | 投                       | V・ロー                  | 右                       | V・ローS・バージェスD・スチュ · アートB・マゼロスキーD・ホークD・グロートG・シモリB・バードンR・クレメンテ | 9                        | 投                       | R・テリー                | 右                       | R・テリーY・ベラB・スコウロンB・リチャードソンG・マクドゥ · ガルドT・クーベックB・サーブM・マントルR・マリス |
| 先発投手                 | 先発投手                 | 先発投手                 | 投球                     | V・ローS・バージェスD・スチュ · アートB・マゼロスキーD・ホークD・グロートG・シモリB・バードンR・クレメンテ | 先発投手                 | 先発投手                 | 先発投手                 | 投球                     | R・テリーY・ベラB・スコウロンB・リチャードソンG・マクドゥ · ガルドT・クーベックB・サーブM・マントルR・マリス |
| V・ロー                  | V・ロー                  | V・ロー                  | 右                       | V・ローS・バージェスD・スチュ · アートB・マゼロスキーD・ホークD・グロートG・シモリB・バードンR・クレメンテ | R・テリー                | R・テリー                | R・テリー                | 右                       | R・テリーY・ベラB・スコウロンB・リチャードソンG・マクドゥ · ガルドT・クーベックB・サーブM・マントルR・マリス |

この日、ニューヨーク州ニューヨークのヤンキー・スタジアムでシリーズ第4戦が行われている傍ら、ペンシルベニア州ピッツバーグのピット・スタジアムではアメリカンフットボール・NFLのシーズン第3週、ニューヨーク・ジャイアンツ対ピッツバーグ・スティーラーズ戦が開催された。ワールドシリーズとNFLで同じ本拠地都市圏の対戦が同じ日に組まれるのは、1932年以来28年ぶり2度目である。シリーズ第4戦ではパイレーツが3－2で勝利した一方、NFLではジャイアンツが19－17で勝利し、この日のニューヨーク対ピッツバーグは1勝1敗に終わった。

### 第5戦 10月10日
- ヤンキー・スタジアム（ニューヨーク州ニューヨーク市ブロンクス区）

|                          | 1 | 2 | 3 | 4 | 5 | 6 | 7 | 8 | 9 | R | H  | E |
| ------------------------ | - | - | - | - | - | - | - | - | - | - | -- | - |
| ピッツバーグ・パイレーツ | 0 | 3 | 1 | 0 | 0 | 0 | 0 | 0 | 1 | 5 | 10 | 2 |
| ニューヨーク・ヤンキース | 0 | 1 | 1 | 0 | 0 | 0 | 0 | 0 | 0 | 2 | 5  | 2 |

1. 勝利：ハービー・ハディックス（1勝）
2. セーブ：ロイ・フェイス（3S）[注 3]
3. 敗戦：アート・ディトマー（2敗）
4. 本塁打
NYY：ロジャー・マリス2号ソロ
5. 審判
［球審］ダスティ・ボーゲス（NL）
［塁審］一塁: ジョニー・スティーブンス（AL）、二塁: ビル・ジャッコウスキー（NL）、三塁: ネスター・チャイラク（AL）
［外審］左翼: スタン・ランズ（NL）、右翼: ジム・ホノチック（AL）
6. 試合時間: 2時間32分  観客: 6万2753人
詳細: MLB.com Gameday / Baseball-Reference.com

| ピッツバーグ・パイレーツ | ピッツバーグ・パイレーツ | ピッツバーグ・パイレーツ | ピッツバーグ・パイレーツ | ピッツバーグ・パイレーツ                                                                                           | ニューヨーク・ヤンキース | ニューヨーク・ヤンキース | ニューヨーク・ヤンキース | ニューヨーク・ヤンキース | ニューヨーク・ヤンキース                                                                                         |
| ------------------------ | ------------------------ | ------------------------ | ------------------------ | --- | ------------------------ | ------------------------ | ------------------------ | ------------------------ | --- |
| 打順                     | 守備                     | 選手                     | 打席                     | H・ハディックスS・バージェスD・スチュ · アートB・マゼロスキーD・ホークD・グロートG・シモリB・バードンR・クレメンテ | 打順                     | 守備                     | 選手                     | 打席                     | A・ディトマーY・ベラB・スコウロンB・リチャードソンG・マクドゥ · ガルドT・クーベックB・サーブM・マントルR・マリス |
| 1                        | 中                       | B・バードン              | 左                       | H・ハディックスS・バージェスD・スチュ · アートB・マゼロスキーD・ホークD・グロートG・シモリB・バードンR・クレメンテ | 1                        | 三                       | G・マクドゥガルド        | 右                       | A・ディトマーY・ベラB・スコウロンB・リチャードソンG・マクドゥ · ガルドT・クーベックB・サーブM・マントルR・マリス |
| 2                        | 遊                       | D・グロート              | 右                       | H・ハディックスS・バージェスD・スチュ · アートB・マゼロスキーD・ホークD・グロートG・シモリB・バードンR・クレメンテ | 2                        | 右                       | R・マリス                | 左                       | A・ディトマーY・ベラB・スコウロンB・リチャードソンG・マクドゥ · ガルドT・クーベックB・サーブM・マントルR・マリス |
| 3                        | 右                       | R・クレメンテ            | 右                       | H・ハディックスS・バージェスD・スチュ · アートB・マゼロスキーD・ホークD・グロートG・シモリB・バードンR・クレメンテ | 3                        | 左                       | B・サーブ                | 右                       | A・ディトマーY・ベラB・スコウロンB・リチャードソンG・マクドゥ · ガルドT・クーベックB・サーブM・マントルR・マリス |
| 4                        | 一                       | D・スチュアート          | 右                       | H・ハディックスS・バージェスD・スチュ · アートB・マゼロスキーD・ホークD・グロートG・シモリB・バードンR・クレメンテ | 4                        | 中                       | M・マントル              | 両                       | A・ディトマーY・ベラB・スコウロンB・リチャードソンG・マクドゥ · ガルドT・クーベックB・サーブM・マントルR・マリス |
| 5                        | 左                       | G・シモリ                | 右                       | H・ハディックスS・バージェスD・スチュ · アートB・マゼロスキーD・ホークD・グロートG・シモリB・バードンR・クレメンテ | 5                        | 一                       | B・スコウロン            | 右                       | A・ディトマーY・ベラB・スコウロンB・リチャードソンG・マクドゥ · ガルドT・クーベックB・サーブM・マントルR・マリス |
| 6                        | 捕                       | S・バージェス            | 左                       | H・ハディックスS・バージェスD・スチュ · アートB・マゼロスキーD・ホークD・グロートG・シモリB・バードンR・クレメンテ | 6                        | 捕                       | E・ハワード              | 右                       | A・ディトマーY・ベラB・スコウロンB・リチャードソンG・マクドゥ · ガルドT・クーベックB・サーブM・マントルR・マリス |
| 7                        | 三                       | D・ホーク                | 右                       | H・ハディックスS・バージェスD・スチュ · アートB・マゼロスキーD・ホークD・グロートG・シモリB・バードンR・クレメンテ | 7                        | 二                       | B・リチャードソン        | 右                       | A・ディトマーY・ベラB・スコウロンB・リチャードソンG・マクドゥ · ガルドT・クーベックB・サーブM・マントルR・マリス |
| 8                        | 二                       | B・マゼロスキー          | 右                       | H・ハディックスS・バージェスD・スチュ · アートB・マゼロスキーD・ホークD・グロートG・シモリB・バードンR・クレメンテ | 8                        | 遊                       | T・クーベック            | 左                       | A・ディトマーY・ベラB・スコウロンB・リチャードソンG・マクドゥ · ガルドT・クーベックB・サーブM・マントルR・マリス |
| 9                        | 投                       | H・ハディックス          | 左                       | H・ハディックスS・バージェスD・スチュ · アートB・マゼロスキーD・ホークD・グロートG・シモリB・バードンR・クレメンテ | 9                        | 投                       | A・ディトマー            | 右                       | A・ディトマーY・ベラB・スコウロンB・リチャードソンG・マクドゥ · ガルドT・クーベックB・サーブM・マントルR・マリス |
| 先発投手                 | 先発投手                 | 先発投手                 | 投球                     | H・ハディックスS・バージェスD・スチュ · アートB・マゼロスキーD・ホークD・グロートG・シモリB・バードンR・クレメンテ | 先発投手                 | 先発投手                 | 先発投手                 | 投球                     | A・ディトマーY・ベラB・スコウロンB・リチャードソンG・マクドゥ · ガルドT・クーベックB・サーブM・マントルR・マリス |
| H・ハディックス          | H・ハディックス          | H・ハディックス          | 左                       | H・ハディックスS・バージェスD・スチュ · アートB・マゼロスキーD・ホークD・グロートG・シモリB・バードンR・クレメンテ | A・ディトマー            | A・ディトマー            | A・ディトマー            | 右                       | A・ディトマーY・ベラB・スコウロンB・リチャードソンG・マクドゥ · ガルドT・クーベックB・サーブM・マントルR・マリス |

### 第6戦 10月12日
- フォーブス・フィールド（ペンシルベニア州ピッツバーグ）

|                          | 1 | 2 | 3 | 4 | 5 | 6 | 7 | 8 | 9 | R  | H  | E |
| ------------------------ | - | - | - | - | - | - | - | - | - | -- | -- | - |
| ニューヨーク・ヤンキース | 0 | 1 | 5 | 0 | 0 | 2 | 2 | 2 | 0 | 12 | 17 | 1 |
| ピッツバーグ・パイレーツ | 0 | 0 | 0 | 0 | 0 | 0 | 0 | 0 | 0 | 0  | 7  | 1 |

1. 勝利：ホワイティー・フォード（2勝）
2. 敗戦：ボブ・フレンド（2敗）
3. 審判
［球審］ジョニー・スティーブンス（AL）
［塁審］一塁: ビル・ジャッコウスキー（NL）、二塁: ネスター・チャイラク（AL）、三塁: ダスティ・ボーゲス（NL）
［外審］左翼: スタン・ランズ（NL）、右翼: ジム・ホノチック（AL）
4. 試合時間: 2時間38分  観客: 3万8580人
詳細: MLB.com Gameday / Baseball-Reference.com

| ニューヨーク・ヤンキース | ニューヨーク・ヤンキース | ニューヨーク・ヤンキース | ニューヨーク・ヤンキース | ニューヨーク・ヤンキース                                                                                | ピッツバーグ・パイレーツ | ピッツバーグ・パイレーツ | ピッツバーグ・パイレーツ | ピッツバーグ・パイレーツ | ピッツバーグ・パイレーツ                                                                                   |
| ------------------------ | ------------------------ | ------------------------ | ------------------------ | --- | ------------------------ | ------------------------ | ------------------------ | ------------------------ | --- |
| 打順                     | 守備                     | 選手                     | 打席                     | W・フォードE・ハワードB・スコウロンB・リチャードソンC・ボイヤーT・クーベックY・ベラM・マントルR・マリス | 打順                     | 守備                     | 選手                     | 打席                     | B・フレンドH・スミスD・スチュ · アートB・マゼロスキーD・ホークD・グロートG・シモリB・バードンR・クレメンテ |
| 1                        | 三                       | C・ボイヤー              | 右                       | W・フォードE・ハワードB・スコウロンB・リチャードソンC・ボイヤーT・クーベックY・ベラM・マントルR・マリス | 1                        | 中                       | B・バードン              | 左                       | B・フレンドH・スミスD・スチュ · アートB・マゼロスキーD・ホークD・グロートG・シモリB・バードンR・クレメンテ |
| 2                        | 遊                       | T・クーベック            | 左                       | W・フォードE・ハワードB・スコウロンB・リチャードソンC・ボイヤーT・クーベックY・ベラM・マントルR・マリス | 2                        | 遊                       | D・グロート              | 右                       | B・フレンドH・スミスD・スチュ · アートB・マゼロスキーD・ホークD・グロートG・シモリB・バードンR・クレメンテ |
| 3                        | 右                       | R・マリス                | 左                       | W・フォードE・ハワードB・スコウロンB・リチャードソンC・ボイヤーT・クーベックY・ベラM・マントルR・マリス | 3                        | 右                       | R・クレメンテ            | 右                       | B・フレンドH・スミスD・スチュ · アートB・マゼロスキーD・ホークD・グロートG・シモリB・バードンR・クレメンテ |
| 4                        | 中                       | M・マントル              | 両                       | W・フォードE・ハワードB・スコウロンB・リチャードソンC・ボイヤーT・クーベックY・ベラM・マントルR・マリス | 4                        | 一                       | D・スチュアート          | 右                       | B・フレンドH・スミスD・スチュ · アートB・マゼロスキーD・ホークD・グロートG・シモリB・バードンR・クレメンテ |
| 5                        | 左                       | Y・ベラ                  | 左                       | W・フォードE・ハワードB・スコウロンB・リチャードソンC・ボイヤーT・クーベックY・ベラM・マントルR・マリス | 5                        | 左                       | G・シモリ                | 右                       | B・フレンドH・スミスD・スチュ · アートB・マゼロスキーD・ホークD・グロートG・シモリB・バードンR・クレメンテ |
| 6                        | 一                       | B・スコウロン            | 右                       | W・フォードE・ハワードB・スコウロンB・リチャードソンC・ボイヤーT・クーベックY・ベラM・マントルR・マリス | 6                        | 捕                       | H・スミス                | 右                       | B・フレンドH・スミスD・スチュ · アートB・マゼロスキーD・ホークD・グロートG・シモリB・バードンR・クレメンテ |
| 7                        | 捕                       | E・ハワード              | 右                       | W・フォードE・ハワードB・スコウロンB・リチャードソンC・ボイヤーT・クーベックY・ベラM・マントルR・マリス | 7                        | 三                       | D・ホーク                | 右                       | B・フレンドH・スミスD・スチュ · アートB・マゼロスキーD・ホークD・グロートG・シモリB・バードンR・クレメンテ |
| 8                        | 二                       | B・リチャードソン        | 右                       | W・フォードE・ハワードB・スコウロンB・リチャードソンC・ボイヤーT・クーベックY・ベラM・マントルR・マリス | 8                        | 二                       | B・マゼロスキー          | 右                       | B・フレンドH・スミスD・スチュ · アートB・マゼロスキーD・ホークD・グロートG・シモリB・バードンR・クレメンテ |
| 9                        | 投                       | W・フォード              | 左                       | W・フォードE・ハワードB・スコウロンB・リチャードソンC・ボイヤーT・クーベックY・ベラM・マントルR・マリス | 9                        | 投                       | B・フレンド              | 右                       | B・フレンドH・スミスD・スチュ · アートB・マゼロスキーD・ホークD・グロートG・シモリB・バードンR・クレメンテ |
| 先発投手                 | 先発投手                 | 先発投手                 | 投球                     | W・フォードE・ハワードB・スコウロンB・リチャードソンC・ボイヤーT・クーベックY・ベラM・マントルR・マリス | 先発投手                 | 先発投手                 | 先発投手                 | 投球                     | B・フレンドH・スミスD・スチュ · アートB・マゼロスキーD・ホークD・グロートG・シモリB・バードンR・クレメンテ |
| W・フォード              | W・フォード              | W・フォード              | 左                       | W・フォードE・ハワードB・スコウロンB・リチャードソンC・ボイヤーT・クーベックY・ベラM・マントルR・マリス | B・フレンド              | B・フレンド              | B・フレンド              | 右                       | B・フレンドH・スミスD・スチュ · アートB・マゼロスキーD・ホークD・グロートG・シモリB・バードンR・クレメンテ |

### 第7戦 10月13日
- フォーブス・フィールド（ペンシルベニア州ピッツバーグ）

|                          | 1 | 2 | 3 | 4 | 5 | 6 | 7 | 8 | 9  | R  | H  | E |
| ------------------------ | - | - | - | - | - | - | - | - | -- | -- | -- | - |
| ニューヨーク・ヤンキース | 0 | 0 | 0 | 0 | 1 | 4 | 0 | 2 | 2  | 9  | 13 | 1 |
| ピッツバーグ・パイレーツ | 2 | 2 | 0 | 0 | 0 | 0 | 0 | 5 | 1x | 10 | 11 | 0 |

1. 勝利：ハービー・ハディックス（2勝）
2. 敗戦：ラルフ・テリー（2敗）
3. 本塁打
NYY：ビル・スコウロン2号ソロ、ヨギ・ベラ1号3ラン
PIT：ロッキー・ネルソン1号2ラン、ハル・スミス1号3ラン、ビル・マゼロスキー2号ソロ
4. 審判
［球審］ビル・ジャッコウスキー（NL）
［塁審］一塁: ネスター・チャイラク（AL）、二塁: ダスティ・ボーゲス（NL）、三塁: ジョニー・スティーブンス（AL）
［外審］左翼: スタン・ランズ（NL）、右翼: ジム・ホノチック（AL）
5. 試合時間: 2時間36分  観客: 3万6683人
詳細: MLB.com Gameday / Baseball-Reference.com

| ニューヨーク・ヤンキース | ニューヨーク・ヤンキース | ニューヨーク・ヤンキース | ニューヨーク・ヤンキース | ニューヨーク・ヤンキース                                                                                      | ピッツバーグ・パイレーツ | ピッツバーグ・パイレーツ | ピッツバーグ・パイレーツ | ピッツバーグ・パイレーツ | ピッツバーグ・パイレーツ                                                                              |
| ------------------------ | ------------------------ | ------------------------ | ------------------------ | --- | ------------------------ | ------------------------ | ------------------------ | ------------------------ | --- |
| 打順                     | 守備                     | 選手                     | 打席                     | B・ターリーJ・ブランチャードB・スコウロンB・リチャードソンC・ボイヤーT・クーベックY・ベラM・マントルR・マリス | 打順                     | 守備                     | 選手                     | 打席                     | V・ローS・バージェスR・ネルソンB・マゼロスキーD・ホークD・グロートB・スキナーB・バードンR・クレメンテ |
| 1                        | 二                       | B・リチャードソン        | 右                       | B・ターリーJ・ブランチャードB・スコウロンB・リチャードソンC・ボイヤーT・クーベックY・ベラM・マントルR・マリス | 1                        | 中                       | B・バードン              | 左                       | V・ローS・バージェスR・ネルソンB・マゼロスキーD・ホークD・グロートB・スキナーB・バードンR・クレメンテ |
| 2                        | 遊                       | T・クーベック            | 左                       | B・ターリーJ・ブランチャードB・スコウロンB・リチャードソンC・ボイヤーT・クーベックY・ベラM・マントルR・マリス | 2                        | 遊                       | D・グロート              | 右                       | V・ローS・バージェスR・ネルソンB・マゼロスキーD・ホークD・グロートB・スキナーB・バードンR・クレメンテ |
| 3                        | 右                       | R・マリス                | 左                       | B・ターリーJ・ブランチャードB・スコウロンB・リチャードソンC・ボイヤーT・クーベックY・ベラM・マントルR・マリス | 3                        | 左                       | B・スキナー              | 左                       | V・ローS・バージェスR・ネルソンB・マゼロスキーD・ホークD・グロートB・スキナーB・バードンR・クレメンテ |
| 4                        | 中                       | M・マントル              | 両                       | B・ターリーJ・ブランチャードB・スコウロンB・リチャードソンC・ボイヤーT・クーベックY・ベラM・マントルR・マリス | 4                        | 一                       | R・ネルソン              | 左                       | V・ローS・バージェスR・ネルソンB・マゼロスキーD・ホークD・グロートB・スキナーB・バードンR・クレメンテ |
| 5                        | 左                       | Y・ベラ                  | 左                       | B・ターリーJ・ブランチャードB・スコウロンB・リチャードソンC・ボイヤーT・クーベックY・ベラM・マントルR・マリス | 5                        | 右                       | R・クレメンテ            | 右                       | V・ローS・バージェスR・ネルソンB・マゼロスキーD・ホークD・グロートB・スキナーB・バードンR・クレメンテ |
| 6                        | 一                       | B・スコウロン            | 右                       | B・ターリーJ・ブランチャードB・スコウロンB・リチャードソンC・ボイヤーT・クーベックY・ベラM・マントルR・マリス | 6                        | 捕                       | S・バージェス            | 左                       | V・ローS・バージェスR・ネルソンB・マゼロスキーD・ホークD・グロートB・スキナーB・バードンR・クレメンテ |
| 7                        | 捕                       | J・ブランチャード        | 左                       | B・ターリーJ・ブランチャードB・スコウロンB・リチャードソンC・ボイヤーT・クーベックY・ベラM・マントルR・マリス | 7                        | 三                       | D・ホーク                | 右                       | V・ローS・バージェスR・ネルソンB・マゼロスキーD・ホークD・グロートB・スキナーB・バードンR・クレメンテ |
| 8                        | 三                       | C・ボイヤー              | 右                       | B・ターリーJ・ブランチャードB・スコウロンB・リチャードソンC・ボイヤーT・クーベックY・ベラM・マントルR・マリス | 8                        | 二                       | B・マゼロスキー          | 右                       | V・ローS・バージェスR・ネルソンB・マゼロスキーD・ホークD・グロートB・スキナーB・バードンR・クレメンテ |
| 9                        | 投                       | B・ターリー              | 右                       | B・ターリーJ・ブランチャードB・スコウロンB・リチャードソンC・ボイヤーT・クーベックY・ベラM・マントルR・マリス | 9                        | 投                       | V・ロー                  | 右                       | V・ローS・バージェスR・ネルソンB・マゼロスキーD・ホークD・グロートB・スキナーB・バードンR・クレメンテ |
| 先発投手                 | 先発投手                 | 先発投手                 | 投球                     | B・ターリーJ・ブランチャードB・スコウロンB・リチャードソンC・ボイヤーT・クーベックY・ベラM・マントルR・マリス | 先発投手                 | 先発投手                 | 先発投手                 | 投球                     | V・ローS・バージェスR・ネルソンB・マゼロスキーD・ホークD・グロートB・スキナーB・バードンR・クレメンテ |
| B・ターリー              | B・ターリー              | B・ターリー              | 右                       | B・ターリーJ・ブランチャードB・スコウロンB・リチャードソンC・ボイヤーT・クーベックY・ベラM・マントルR・マリス | V・ロー                  | V・ロー                  | V・ロー                  | 右                       | V・ローS・バージェスR・ネルソンB・マゼロスキーD・ホークD・グロートB・スキナーB・バードンR・クレメンテ |

## 評価
『ハードボール・タイムズ』のクリス・ジャフは2011年10月、歴代のポストシーズン各シリーズについて、面白さの数値化を試みた。「1点差試合は3ポイント、1－0の試合ならさらに1ポイント」「サヨナラゲームは10ポイント、サヨナラが本塁打によるものならさらに5ポイント」「7試合制のシリーズが最終戦までもつれれば15ポイント」などというように、試合経過やシリーズの展開が一定の条件を満たすのに応じてポイントを付与することで、主観的ではなく定量的な評価を行った。その結果、今シリーズは84.5ポイントを獲得した。2011年のリーグ優勝決定戦まで計262シリーズの平均45ポイントを上回っており、また1960年代10年間では最高の数字だった。